# 赤坂インターシティAIR
赤坂インターシティAIR（あかさかインターシティエア/AKASAKA INTERCITY AIR）は、東京都港区赤坂一丁目の超高層複合ビルである。2017年8月竣工。同年9月29日オープン。日鉄興和不動産の本社ビルである。

## 概要
国際戦略総合特別区域の「アジアヘッドクォーター特区」や、特定都市再生緊急整備地域の「東京都心・臨海地域（環状二号線新橋周辺・赤坂・六本木）」内に位置する再開発事業「赤坂一丁目地区第一種市街地再開発事業」により建設された超高層複合ビル。六本木通りと東京都道405号外濠環状線が交わる溜池交差点に近接する敷地に整備されたもので、2017年8月竣工・9月29日オープンした。
所在地周辺には江戸時代に溜池があった。周囲は緑豊かな地域だったが、溜池は明治時代に埋め立てられ、緑も消えていった。今回の再開発組合に参加し、事業協力者として参加した新日鉄興和不動産（現：日鉄興和不動産）は「緑と潤いを復活させたい」と高層棟を六本木通りに面した西側に寄せ、5000 m2に及ぶ緑地を作り出した。構築された緑地は里山のようなものを目指し、南東側には緑道に沿って、溜池の歴史に由来する水辺空間を設けた。
敷地内には高層棟のほか、南東側の緑地の中に店舗を点在させた。高層棟は地上38階、地下3階建て。地下1階から地上4階までがパブリックエリア、5階以上がオフィスエリアとし、オフィスのエントランスロビーをは2階に置いた。地下1階は店舗モールでサンクンガーデンを介して地下鉄・溜池山王駅の連絡通路へと続いている。サンクンガーデンには南側に2005年2月に先んじて竣工した赤坂インターシティの外装にテラコッタが使われたことから、レンガやせっ器質タイルなどの土を感じさせる仕上げ材を多用している。3階・4階にはハイグレードな会議室「赤坂インターシティコンファレンス」を設置。また南東側の5階から12階部分には総戸数52戸の高級賃貸住宅「赤坂AIRレジデンス」も設けた。
日鉄興和不動産は赤坂インターシティAIRを旗艦ビルと位置づけ、2018年3月に本社を移転させている。

### オフィス貸室概要
- 事務室設置階 - 6階〜37階（32フロア）
- 基準階貸床面積 - 2,587.53 m2（約782.72坪）※別途、コア内貸室あり

- 天井高 - 2,850 mm（特殊階 3,000 mm）
- フリーアクセスフロア - 150 mm（特殊階 300 mm）
- コンセント容量 - 60 VA/m2

### 構造特徴・BCP対策
- 制振装置（アンボンドブレース、同調粘性マスダンパー、増幅機構付粘性減衰装置）
- 被災度判定システム
- デュアルフューエルガスタービン発電機3,500 kVA×2台（非常時200時間・45 VA/m2電力供給）

### 環境性能
- 環境性能評価「CASBEE」最高位「Sランク」取得予定
- 「DBJ Green Building認証」プラン認証 最高ランク Five Stars取得
- 東京都省エネルギー性能評価書制度 最高ランクA A A取得
- エネルギー使用量監視システム

### 施設名称
「インターシティ」とは“都市を結ぶ”に由来する、日鉄興和不動産の大規模複合型オフィスビルのフラッグシップブランドで、「赤坂インターシティ AIR」は「インターシティ」シリーズ5つ目のプロジェクトとなる。
「AIR」は、事業コンセプトである「世界から選ばれる国際都市東京の顔へ」に相応しい、緑化率50%以上の広大な緑地に囲まれた“誰もが住みやすく働きやすい、居心地のよい街”―緑豊かな街の雰囲気や空に伸びゆく建物をイメージしている。また「AIR」は、“Akasaka Icchome Re-development（赤坂一丁目再開発）”の略称でもある。

### 受賞歴
- CASBEE-ウェルネスオフィス認証 Sランク - 2019年
- BCS賞[6] - 2019年
- グッドデザイン賞[7] - 2018年

## 沿革
- 2011年（平成23年）9月 - 都市計画決定
- 2012年（平成24年）8月 - 組合設立（事業計画）認可
- 2013年（平成25年）9月 - 権利変換計画認可
- 2014年（平成26年）9月 - 建築工事着工
- 2017年（平成29年）8月 - 建築工事完了

## 主要テナント

### オフィス
- NTTドコモグループ[8]
- 日本マスタートラスト信託銀行株式会社
- SREホールディングス株式会社
- グラクソ・スミスクライン株式会社
- Haleonジャパン株式会社
- 株式会社セゾン情報システムズ[8]
- セコム株式会社東京本部
- 日鉄興和不動産株式会社
- スカパーJSAT株式会社
- アクセンチュア株式会社
- 一般社団法人自転車協会

### 店舗
- ロウリーズ・ザ・プライムリブ 赤坂店
- アレグリア赤坂インターシティAIR
- トゥエルブガーデンズ バー＆グリル
- 歓迎 溜池山王店
- クリスプ・サラダワークス 赤坂インターシティAIR店

### ワーカーサポート
- 虎の門病院付属健康管理センター・画像診断センター[9]
- 赤坂インターシティコンファレンス

## 赤坂・虎ノ門緑道構想
環状2号線（東京都道405号外濠環状線）からつながる港区道1014号線（通称 アメリカ大使館前通り）の沿道において、敷地緑化、既存の緑地の保全・拡張、緑豊かな歩道状空地の設置などを地域が主体となって進め、区道とその街路樹と一体となった大規模な緑道空間を整備する構想。
構想に則り、緑の歩行者動線でそれぞれの街区をネットワーク化することで来街者がまち歩きを楽しみ、憩える街づくりを目指し、2009年に日鉄興和不動産が主導の下、日本設計・森ビル・三井不動産・都市再生機構などが参加して「赤坂・虎ノ門緑道整備推進協議会」が発足した。敷地南側の約200 mの街路樹空間はこれに基づき整備された。

## 周辺施設
- 駐日アメリカ合衆国大使館
- アークヒルズ
- アークヒルズフロントタワー
- ホテルオークラ東京
- 山王パークタワー
- 霞が関ビルディング
- 霞が関コモンゲート

## 交通アクセス

### 地下鉄
- 東京メトロ銀座線・南北線「溜池山王駅」直結
- 東京メトロ千代田線・丸ノ内線「国会議事堂前駅」直結
- 東京メトロ日比谷線「虎ノ門ヒルズ駅」徒歩5分
- 東京メトロ日比谷線「神谷町駅」徒歩10分

### 路線バス
- 都営バス 都01系統「溜池」下車